# Xung đột Hồng Kông – Trung Quốc đại lục

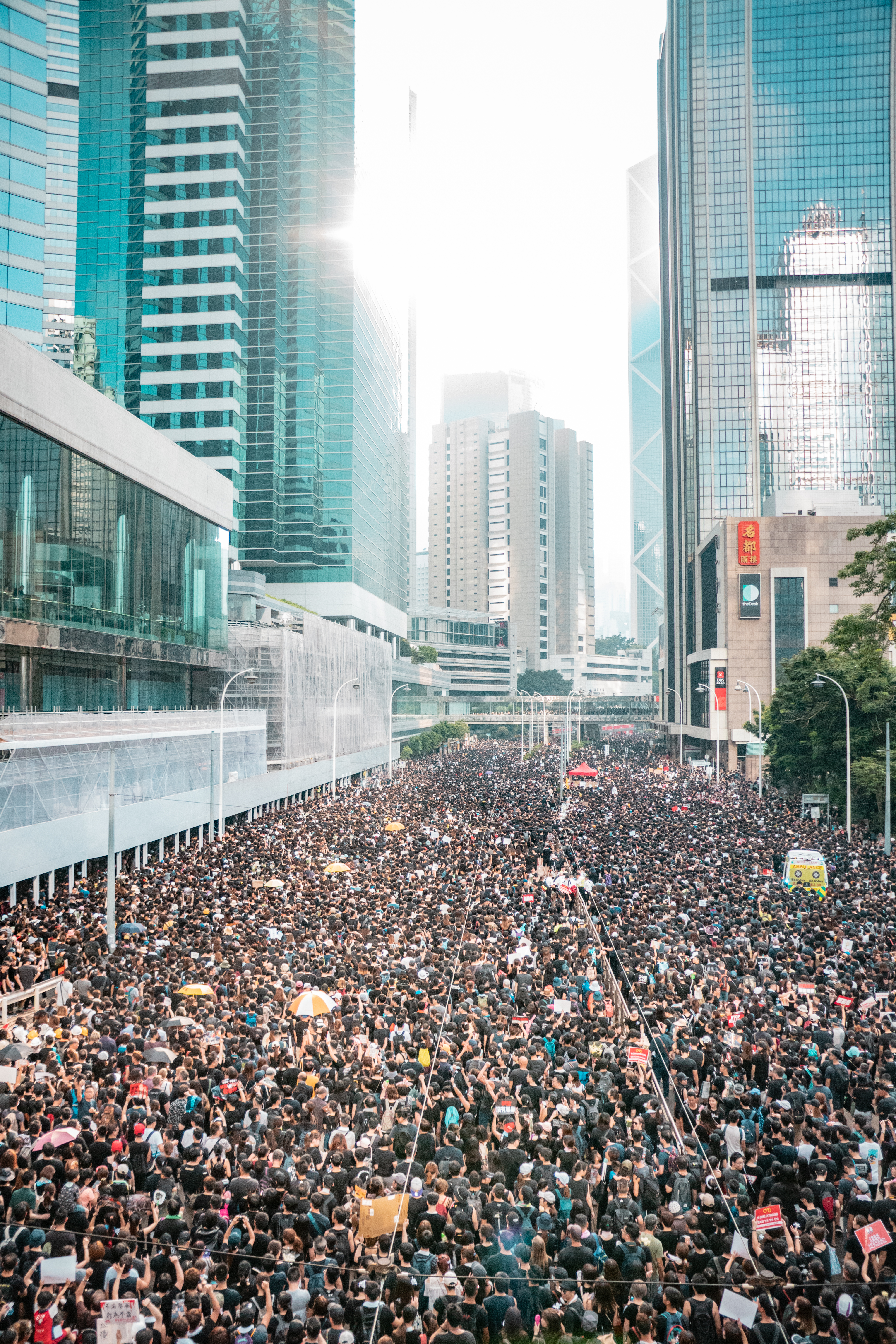
Biểu tình tại Hồng Kông 2019

Quan hệ giữa người dân ở Hồng Kông và Trung Quốc đại lục tương đối thù địch vào đầu thập niên 2000. Nguyên nhân chủ yếu là do các cách hiểu khác nhau về nguyên tắc "Một quốc gia, hai chế độ"; chính sách khuyến khích du khách đại lục đến Hồng Kông của đặc khu và chính quyền trung ương; và thay đổi môi trường kinh tế.

## Bối cảnh
Hồng Kông ban đầu được cai trị bởi các triều đại phong kiến Trung Quốc cho đến năm 1842 khi nhà Thanh kí kết Điều ước Nam Kinh, đồng ý nhượng lại hòn đảo cho đế quốc Anh. Bán đảo Cửu Long được sáp nhập vào thuộc địa năm 1860 sau Chiến tranh nha phiến lần thứ hai, theo sau đó là Tân Giới năm 1898. Từ năm 1941 đến năm 1945, Hồng Kông bị chiếm đóng bởi đế quốc Nhật.
Liên Hợp Quốc công nhận Cộng hòa Nhân dân Trung Hoa là Trung Quốc năm 1972. Trung Quốc sau đó đề nghị Liên Hợp Quốc loại Hồng Kông ra khỏi danh sách lãnh thổ không tự trị, do đó tước bỏ quyền độc lập của Hồng Kông. Điều này dẫn đến việc Anh Quốc chuyển giao chủ quyền Hồng Kông sang Trung Quốc.Sự kiện khởi đầu từ  Tuyên bố chung Trung – Anh tháng 12 năm 1984 và kết thúc trong một buổi lễ bàn giao đặc biệt ngày 1 tháng 7 năm 1997.
Các điều khoản được thỏa thuận giữa các chính phủ cho việc chuyển nhượng bao gồm một loạt các bảo đảm cho việc duy trì các hệ thống kinh tế, chính trị và pháp lý khác nhau của Hồng Kông sau khi chuyển giao, và phát triển hơn nữa hệ thống chính trị của Hồng Kông với mục tiêu là chính phủ dân chủ. Những bảo đảm này được nêu trong Tuyên bố chung Trung–Anh và được ghi trong Luật cơ bản bán hiến của Hồng Kông. Ban đầu, nhiều người Hồng Kông đã nhiệt tình về việc Hồng Kông trở về Trung Quốc đại lục.
Tuy nhiên, căng thẳng đã nảy sinh giữa cư dân Hồng Kông và đại lục, và đặc biệt là chính quyền trung ương, kể từ năm 1997, và đặc biệt là vào cuối những năm 2000 và đầu những năm 2010. Các chính sách gây tranh cãi như Đề án dự lịch cá nhân và Liên kết đường sắt cao tốc Quảng Châu-Thâm Quyến-Hồng Kông đã bị đình chỉ làm tâm điểm của sự bất mãn. Một số (2011) cho rằng kể từ khi chính phủ Hồng Kông không thông qua luật pháp để thực thi Điều 23 của Luật cơ bản, cách tiếp cận tương đối thuận lợi của Bắc Kinh đối với Hồng Kông đã thay đổi đáng kể. Quan điểm này cho rằng chiến lược của Trung Quốc là nhằm cố gắng xóa tan ranh giới giữa Hồng Kông và phần còn lại của Trung Quốc. Một số đại diện của chính quyền trung ương đã áp dụng biện pháp tu từ ngày càng mạnh mẽ được cho là đang tấn công các hệ thống chính trị và pháp lý của Hồng Kông. Chính thức hơn, Chính phủ Nhân dân Trung ương đã công bố một báo cáo vào năm 2014 khẳng định rằng tư pháp của Hồng Kông phải phụ thuộc và không độc lập với chính phủ. Luật cơ bản và Tuyên bố chung Trung–Anh đảm bảo sự phát triển của hệ thống bầu cử của Hồng Kông theo hướng phổ thông, nhưng các bộ phận dân chủ hơn của Hội đồng Lập pháp đã bác bỏ tiến bộ gia tăng. Vào thời điểm chính quyền trung ương bước vào với một quan điểm, những người được gọi là đảng Dân chủ đã áp dụng chiến lược tất cả hoặc không có gì làm mất đi mọi hy vọng tiến bộ trong thời gian bầu cử trong giai đoạn 2008-2018.
Hồng Kông có nhiều giá trị văn hóa quốc tế hơn từ quá khứ là thuộc địa của Anh và thành phố quốc tế, đồng thời vẫn giữ được nhiều giá trị văn hóa truyền thống của Trung Quốc, trái ngược với văn hóa của nhiều vùng Trung Quốc đại lục, nơi có nhiều văn hóa quốc tế các giá trị chưa bao giờ bén rễ và nơi có nhiều giá trị văn hóa truyền thống phát triển. Hồng Kông cũng là một xã hội đa sắc tộc với các giá trị văn hóa khác nhau liên quan đến chủng tộc, ngôn ngữ và văn hóa với những người do chính phủ Trung Quốc và nhiều cư dân đại lục nắm giữ. Là một nền kinh tế phát triển với mức sống cao, văn hóa Hồng Kông có những giá trị khác nhau liên quan đến quyền sở hữu xã hội so với Trung Quốc đại lục. Xung đột giữa Hồng Kông và đại lục chủ yếu là do sự khác biệt về văn hóa giữa người Hồng Kông và người đại lục, như ngôn ngữ, cũng như sự tăng trưởng đáng kể về số lượng du khách đại lục. Kể từ khi triển khai Kế hoạch thăm cá nhân vào ngày 28 tháng 7 năm 2003, số lượng du khách đại lục đã tăng từ 6,83 triệu trong năm 2002 lên 40,7 triệu vào năm 2013, theo số liệu thống kê của Tổng cục Du lịch Hồng Kông. Xung đột liên quan đến các vấn đề liên quan đến việc phân bổ nguồn lực giữa người đại lục và người Hồng Kông trong các lĩnh vực khác nhau, chẳng hạn như chăm sóc sức khỏe và giáo dục.

## Xô xát
Trong những năm gần đây, có một số vụ xô xát cho thấy xung đột giữa người Hồng Kông và người đại lục.

### Hướng dẫn viên du lịch Lee Qiaozhen chửi mắng du khách đại lục
Vào ngày 5 tháng 2 năm 2011, Lee Qiaozhen, một hướng dẫn viên du lịch Hồng Kông, đã có một cuộc cãi vã với ba khách du lịch đại lục. Lee chửi mắng khách du lịch vì đã không mua ở cửa hàng trang sức, coi họ là "chó". Các khách du lịch đã không hài lòng và điều này cuối cùng đã biến thành một ẩu đả. Lee và ba khách du lịch đã bị cảnh sát bắt giữ vì tấn công vật lý.

### Tranh cãi về Dolce & Gabbana

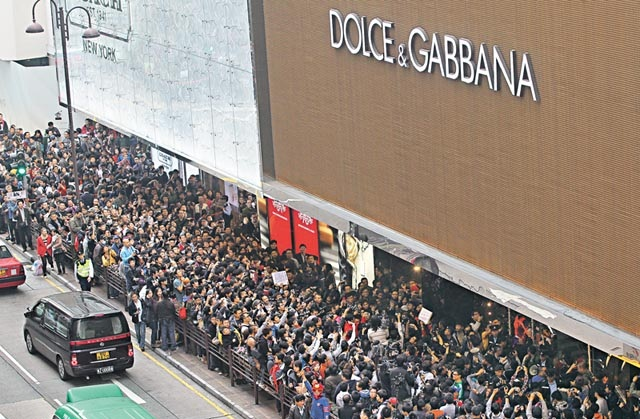
Một trong bốn đường phố bị chặn trong cuộc biểu tình vào chủ nhật.

Vào ngày 5 tháng 1 năm 2012, Apple Daily đưa tin rằng chỉ có công dân Hồng Kông bị ngăn không cho chụp ảnh màn hình Dolce & Gabbana trong cả hai cửa hàng thời trang Hồng Kông của họ, khuấy động tình cảm chống đại lục. Cụ thể, nhân viên và nhân viên an ninh tại cửa hàng hàng đầu của họ trên đường Canton đã khẳng định khu vực vỉa hè bên ngoài là tài sản riêng nơi cấm chụp ảnh. Các hành động đã gây ra các cuộc biểu tình kéo dài vài ngày và được đưa lên tin tức quốc tế vào ngày 8 tháng 1. Trích dẫn trường hợp của Zhou Jiugeng (周久耕), một quan chức Nam Kinh có lối sống cao được xác định bởi các công dân Trung Quốc sử dụng hình ảnh trên internet, các báo cáo tin tức địa phương cho rằng lệnh cấm chụp ảnh của Dolce & Gabbana có thể được áp dụng theo yêu cầu của một số quan chức chính phủ Trung Quốc. Các quan chức khác sợ những bức ảnh của họ trong cửa hàng có thể lưu hành và thúc đẩy các cáo buộc tham nhũng và điều tra về nguồn gốc của cải.

### Kong Qingdong gọi người Hồng Kông là "những con chó già"
Đầu năm 2012, Kong Qingdong, giáo sư Đại học Bắc Kinh, đã công khai gọi người Hồng Kông là "những con chó già" sau cuộc tranh cãi về một đứa trẻ Trung Quốc đại lục đang ăn trên tàu điện ngầm ở Hồng Kông. Ngôn ngữ mạnh mẽ của Kong đã thúc đẩy các cuộc biểu tình ở Hồng Kông.

### Giao dịch song song tại Hồng Kông
Kể từ năm 2012, đã có sự gia tăng chóng mặt ở các thương nhân song song đại lục đến các khu vực phía bắc của Hồng Kông để nhập khẩu hàng hóa và xuất khẩu trở lại đất liền. Các sản phẩm phổ biến trong số các thương nhân này bao gồm sữa bột trẻ em và các sản phẩm gia dụng. Do tình trạng thiếu sữa bột ở Hồng Kông trong một thời gian dài, chính phủ đã áp đặt các hạn chế đối với lượng xuất khẩu sữa bột từ Hồng Kông. Cho đến nay, mỗi người chỉ được phép mang 2 hộp, hoặc 1,2 kg sữa bột mỗi chuyến trong MTR và xuyên biên giới. Bên cạnh đó, kể từ khi những nơi phía bắc như Sheung Shui trở thành trung tâm giao dịch của các thương nhân, điều này dẫn đến sự bất bình từ những người dân gần đó.

### Sinh em bé ở Hồng Kông
Trong những năm gần đây cho đến năm 2012, số lượng trẻ sơ sinh ở Hồng Kông đã tăng lên. Phụ nữ mang thai đại lục tìm cách sinh con ở Hồng Kông, đặc biệt là được hưởng lợi từ quyền cư trú. Cha mẹ của họ đến từ đại lục để sinh con ở Hồng Kông, kết quả là con cái họ có quyền cư trú và hưởng phúc lợi xã hội trong thành phố. Công dân Hồng Kông bày tỏ lo ngại rằng phụ nữ mang thai và em eo đặt gánh nặng lớn hơn cho hệ thống y tế của Hồng Kông. Một số người trong số họ thậm chí còn gọi người đại lục là "cào cào" lấy đi tài nguyên của Hồng Kông từ người dân địa phương. Hơn 170.000 ca sinh mới mà cả hai cha mẹ đều là người đại lục từ năm 2001 đến 2011, trong đó 32.653 sinh vào năm 2010. Thông báo công khai đầu tiên của Lương Chấn Anh về chính sách với tư cách là Đặc khu trưởng ược bầu là áp đặt hạn ngạch "không" đối với các bà mẹ đại lục sinh con ở Hồng Kông. Lương nhấn mạnh thêm rằng những người đã làm có thể không có khả năng đảm bảo quyền cư trú cho con cháu họ ở Hồng Kông.

### Phân biệt chủng tộc của đội bóng Hồng Kông
Năm 2015, Liên đoàn bóng đá Trung Quốc đã tung ra một loạt áp phích liên quan đến các đội bóng châu Á khác. Trong số này, poster liên quan đến Hồng Kông xuất hiện để chế nhạo phong cách trang điểm đa sắc tộc của đội bóng đá Hồng Kông. Đáp lại, trong các trận đấu tiếp theo giữa Hồng Kông và Bhutan và Maldives, những người ủng hộ đội Hồng Kông đã chế giễu khi quốc ca Trung Quốc được chơi cho đội Hồng Kông.
Vào tháng 4 năm 2017, trong trận đấu tại Hồng Kông giữa câu lạc bộ Hồng Kông Đông SC và câu lạc bộ Trung Quốc Quảng Châu Evergrande, người hâm mộ Quảng Châu Evergrande đã giơ một biểu ngữ "Tiêu diệt những con chó Anh, diệt trừ độc lập Hồng Kông" trong trận đấu. Điều này dẫn đến việc họ bị phạt 22.500 đô la Mỹ.

### Trường hợp của Siu Yau-wai
Vào tháng 7 năm 2015, những người địa phương gồm người Hồng Kông bản địa và đảng Tuổi trẻ mới  đã diễu hành đến Cục quản lý xuất nhập cảnh để yêu cầu trục xuất một cậu bé 12 tuổi đại lục không có giấy tờ, Siu Yau-wai, sống ở Hồng Kông trong 9 năm mà không cần giấy tờ tùy thân. Siu, có cha mẹ còn sống và khỏe mạnh ở Trung Quốc đại lục, đã ở với ông bà sau khi đã quá hạn giấy phép hai chiều của mình cách đây 9 năm. Nhà lập pháp Liên đoàn Công đoàn Bắc Kinh Chan Yuen-han đã khuyên và giúp đỡ cậu bé và bà của anh ta để có được một ID tạm thời và cầu xin sự từ bi từ cộng đồng địa phương. Một số người kêu gọi chính quyền xem xét vụ việc trên cơ sở nhân đạo và cấp quyền công dân vĩnh viễn cho Siu trong khi nhiều người khác, sợ rằng vụ việc sẽ mở ra hàng loạt kháng cáo từ những người nhập cư bất hợp pháp khác, yêu cầu cậu bé được hồi hương. Cậu bé cuối cùng trở về với cha mẹ ở Trung Quốc đại lục.

### Đề nghị chống đại lục
Vào ngày 19 tháng 11 năm 2015, một phong trào chống đại lục đã được bỏ phiếu, với 19 ủng hộ và 34 phản đối. Những người chống đại lục tìm cách bảo vệ lịch sử và văn hóa địa phương khỏi ảnh hưởng của Trung Quốc đại lục. Những người ủng hộ lập luận rằng việc đại lục hóa dẫn đến sự giả dối, tham nhũng tràn lan và lạm quyền, trong khi Hồng Kông có nguy cơ trở thành một thành phố đại lục khác. Những người ủng hộ đại lục, lập luận rằng chuyển động đang nhìn thấy các nền văn hóa khác nhau với một quan điểm hẹp và cố gắng chia rẽ quốc gia Trung Quốc và tạo ra xung đột.

### Bức tường dân chủ tại Đại học Trung văn Hương Cảng
Vào tháng 9 năm 2017, căng thẳng đã nảy sinh giữa sinh viên Đại lục, sinh viên Hồng Kông, nhân viên Đại học Trung văn Hồng Kông (CUHK) và nhân viên hội sinh viên CUHK về nội dung áp phích / biểu ngữ được dán trên bức tường Dân chủ tại Đại học Trung văn Hương Cảng. Với các vấn đề về phá hoại, không tuân thủ các quy tắc, tự do ngôn luận, tôn trọng các ý kiến khác nhau và hiển thị các thông điệp thù địch gây chú ý, cũng như các sự cố tương tự xảy ra trong các bức tường dân chủ khác như Đại học Giáo dục Hồng Kông, Đại học Hồng Kông, Đại học Bách khoa Hồng Kông. Điều này cũng tái hiện cuộc tranh luận Độc lập Hồng Kông trong xã hội Hồng Kông.

### Biểu tình dự luật chống dẫn độ năm 2019
Một số cuộc biểu tình rầm rộ đã diễn ra vào giữa năm 2019 chống lại dự luật dẫn độ được đề xuất là cho phép những người bất đồng chính kiến được chuyển sang Trung Quốc đại lục.

## Xung đột
Cuộc xung đột giữa người dân Hồng Kông và người đại lục tạo ra một tác động to lớn đối với xã hội Hồng Kông.

### Sự trỗi dậy của nhận thức của người dân địa phương trong bản sắc
Ý nghĩa chính là sự gia tăng nhận thức của địa phương trong tự nhận dạng. Liên quan đến cuộc khảo sát được thực hiện bởi một chương trình công luận của Đại học Hồng Kông, chỉ số nhận dạng của những người được phỏng vấn tự coi mình là "người Trung Quốc" đã giảm mạnh giữa những năm 2008–2014, từ khoảng 7.5 năm 2008 đến một biến động liên tục trong khoảng từ 6–7. Sự sụt giảm ý thức về bản sắc dân tộc được cho là kết quả của các cuộc xung đột nói trên. Các cuộc xung đột gần đây (sinh em bé, khủng hoảng D&G, và giao dịch song song) tiếp tục góp phần vào sự gia tăng nhận thức địa phương về nhận dạng bản thân.

### Sự gia tăng các xung đột giữa người dân địa phương và đại lục
Có sự khác biệt về văn hóa và nền tảng chính trị giữa những người đến từ Hồng Kông và Trung Quốc. Hồng Kông được cai trị bởi người Anh từ những năm 1850 đến 1997, trong khi Trung Quốc nằm dưới sự kiểm soát của Đảng Cộng sản Trung Quốc từ năm 1949 trở đi. Nền giáo dục mà mọi người nhận được, văn hóa và lối sống rất khác nhau dẫn đến xung đột văn hóa.
Một số người Hồng Kông quan niệm người đại lục là thô lỗ, bất lịch sự, học kém. Điều này càng dẫn đến sự không chấp nhận của người dân địa phương, đặc biệt là khi họ đi du lịch ở Hồng Kông. Khách du lịch từ đại lục đang đến với số lượng lớn đến mức sự tồn tại của họ có thể ảnh hưởng đến định hướng của các chính sách của chính phủ. Tiền đề của các cuộc biểu tình khác nhau trong những năm 2010 có liên quan đến vấn đề kế hoạch du lịch cá nhân ảnh hưởng xấu đến cuộc sống hàng ngày của người dân Hồng Kông. Mặt khác, một số người Đại lục nhìn Hồng Kông với sự nghi ngờ.

### Sự xuất hiện của các đảng 'địa phương' mới
Các cuộc biểu tình ở Hồng Kông năm 2014 đã dẫn đến sự ra đời của các đảng chính trị mới. Các đảng viên dân chủ khuyến khích những người trẻ tuổi tham gia các phong trào chiếm đóng, đăng ký và bỏ phiếu trong cuộc thăm dò của hội đồng quận. Làn sóng đầu tiên, khoảng 50 người, nhiều người sinh ra trong thiên niên kỷ mới có khát vọng chính trị và vỡ mộng với cơ sở chính trị và chịu ảnh hưởng của Cách mạng ô dù, đã tranh cử trong cuộc bầu cử hội đồng quận 2015. Đọ sức với các chính trị gia dày dạn kinh nghiệm, và chỉ với sự hỗ trợ từ bạn bè và gia đình, họ được biết đến với cái tên phổ biến là "Những người lính ô dù".
Trong cuộc bầu cử lập pháp Hồng Kông năm 2016, sáu nhóm địa phương nổi lên sau Cách mạng ô dù 2014, Youngspirst, Cộng đồng Cửu Long, Lực lượng mới Tin Shui Wai, Quyền lực thành lập cộng đồng Cheung Sha Wan, Quyền lực xây dựng Tsz Wan Shan và Cộng đồng Tuen Mun, đã thành lập một liên minh bầu cử dưới tên "ALLinHK" cho các ứng cử viên tại bốn trong năm khu vực bầu cử địa lý với chương trình nghị sự để đưa ra một cuộc trưng cầu dân ý về quyền tự quyết của Hồng Kông, trong khi Hồng Kông bản địa và một đảng độc lập mới khác của Hồng Kông cố gắng điều hành trong cuộc bầu cử sắp tới. Các nhà lãnh đạo sinh viên trong cuộc Cách mạng ô dù, Hoàng Chi Phong, Oscar Lai và Agnes Chow của Học dân tư triều và Nathan Law của Liên đoàn Sinh viên Hồng Kông (HKFS) đã thành lập một đảng mới gọi là Demosistō. Đảng mới kêu gọi trưng cầu dân ý về tương lai của Hồng Kông sau năm 2047 khi một quốc gia, hai chế độ được cho là sẽ hết hiệu lực và các ứng cử viên thực địa tại đảo Hồng Kông và Cửu Long.

### Thay đổi quan điểm về sự phát triển dân chủ của Hồng Kông
Do những căng thẳng gần đây giữa người dân Đại lục và Hồng Kông, cùng với tác động của Phong trào Dù, các khu vực khác nhau của Hồng Kông đã thay đổi quan điểm về sự phát triển dân chủ của Hồng Kông.
Theo truyền thống, phe dân chủ vận động cho dân chủ ở Trung Quốc và Hồng Kông, tuy nhiên sau phong trào Dù, với sự phát triển của chủ nghĩa địa phương, đã có những lời kêu gọi làm cho dân chủ Hồng Kông trước, sau đó là Trung Quốc hoặc chỉ tập trung vào làm cho dân chủ Hồng Kông. Trong những năm gần đây, chủ nghĩa địa phương ở Hồng Kông, đã trở nên phổ biến đối với giới trẻ Hồng Kông, điều này đã dẫn đến các đảng và tổ chức chính trị mới được thành lập. Một số đảng địa phương đã đưa ra quan điểm sau về dân chủ, trong khi những người khác thúc đẩy quan niệm về Độc lập Hồng Kông, tin rằng chỉ khi Hồng Kông độc lập khỏi Trung Quốc đại lục, nền dân chủ thực sự mới có thể được thiết lập.
Tương tự như vậy, kể từ khi kết thúc phong trào Dù, phe thân Bắc Kinh cũng như các quan chức Đại lục, cùng với Lương Chấn Anh và Lâm Trịnh Nguyệt Nga đã nói rằng sự phát triển của nền dân chủ ở Hồng Kông không phải là ưu tiên hàng đầu, chính phủ Hồng Kông nên tập trung vào sinh kế vấn đề đầu tiên.

## Đại lục hóa Hồng Kông
Từ năm 1997, Hồng Kông là một phần của Trung Quốc theo mô hình "một quốc gia, hai chế độ". Trong xã hội Hồng Kông, có nhiều quan điểm khác nhau về sự sắp xếp này, như trong phạm vi chính trị, phe thân Bắc Kinh có xu hướng tập trung vào khía cạnh "một quốc gia", nơi Hồng Kông sẽ dần hòa nhập vào Trung Quốc, đồng thời theo dõi và hỗ trợ Trung ương chính sách của chính phủ sẽ mang lại sự ổn định và thịnh vượng cho Hồng Kông. Tuy nhiên, trong phe dân chủ, tập trung vào cách tiếp cận "hai chế độ", trong đó Hồng Kông là một phần của Trung Quốc, nhưng Hồng Kông phải phát triển thêm các thể chế dân chủ và bảo vệ các quyền tự do và nhân quyền để đạt được sự thịnh vượng, trong khi hợp tác với Trung Quốc.
Trong những năm gần đây, đã có những vụ xô xát của đại lục hóa nơi một số thành phần của xã hội lo lắng về môi trường thay đổi của Hồng Kông. Đại lục hay hội nhập Hồng Kông là chính sách chính thức của chính phủ Bắc Kinh và những người ủng hộ Bắc Kinh tại Hồng Kông đang tích cực giúp thúc đẩy chương trình nghị sự của họ, sử dụng quyền lực của họ để tác động đến một số lựa chọn quyết định quan trọng trong xã hội Hồng Kông.

### Chính sách ngôn ngữ: quảng bá tiếng phổ thông
Theo Luật Cơ bản Hồng Kông, tiếng Quan thoại đã trở thành ngôn ngữ chính thức cùng với tiếng Quảng Đông và tiếng Anh. Trên danh nghĩa, ba ngôn ngữ được coi trọng như nhau; Trong thực tế, tiếng phổ thông ngày càng được coi trọng hơn. Trong những năm gần đây, tiếng Quan thoại ngày càng được sử dụng ở Hồng Kông, điều này dẫn đến nỗi lo về tiếng Quảng Đông bị thay thế. Vào tháng 5 năm 2018, Văn phòng Giáo dục Hồng Kông tuyên bố rằng tiếng Quảng Đông là một phương ngữ, do đó không thể được coi là ngôn ngữ mẹ đẻ. Điều này gây ra phản ứng ở Hồng Kông, vì nó được coi là hạ cấp tiếng Quảng Đông, có lợi cho tiếng phổ thông, vì phần lớn người dân Hồng Kông nói tiếng Quảng Đông là ngôn ngữ đầu tiên của họ.
Việc sử dụng tiếng Anh và sự thành thạo ở Hồng Kông cũng bị giảm tiêu chuẩn. Việc thúc đẩy và phát triển tiếng Quan thoại qua tiếng Quảng Đông và tiếng Anh đã dẫn đến những câu hỏi được đặt ra về khả năng cạnh tranh của Hồng Kông trong nền kinh tế toàn cầu, sự phụ thuộc vào nền kinh tế của Đại lục và mất bản sắc văn hóa khác biệt.

### Tranh cãi về đạo đức và giáo dục quốc gia
Tổ chức Đạo đức và Giáo dục Quốc gia (MNE, 德育及國民教育; 德育及国民教育) là một chương trình học được đề xuất bởi Phòng Giáo dục Hồng Kông, được chuyển đổi từ giáo dục đạo đức và công dân hiện nay (MCE, 德育及公民教育). Hồng Kông đã cố gắng vượt qua chương trình giảng dạy vào năm 2012, dẫn đến các cuộc biểu tình. Chủ đề này đã gây tranh cãi đặc biệt khi ca ngợi ý thức hệ cộng sản và dân tộc của chính phủ Trung Quốc, và mặt khác lên án dân chủ và cộng hòa.

### Tăng cường tự kiểm duyệt truyền thông
Từ năm 2002, tự do báo chí của Hồng Kông đã bị kiểm soát. Từ vị trí thứ 18 năm 2002, thứ 34 năm 2011, thứ 54 năm 2012, thứ 58 năm 2013, 61 năm 2014, 70 năm 2015 Phóng viên không biên giới đã khảo sát 180 quốc gia và khu vực, xếp hạng Hồng Kông ở vị trí 73, trong đó Trung Quốc xếp hạng 176 và Đài Loan là 45 - thứ hạng cao nhất trong số tất cả các nước châu Á năm 2017.
Hiệp hội Nhà báo Hồng Kông cho rằng điều này ngày càng tự kiểm duyệt trong ngành, do các nhân viên không muốn làm phiền người dân ở Bắc Kinh vì sợ bị trả thù hoặc mất cơ hội trong tương lai. Jason Y. Ng, viết cho báo chí tự do Hồng Kông nhận xét rằng "Thời kỳ hậu bàn giao đã chứng kiến một loạt thay đổi sở hữu trong ngành truyền thông. Tự kiểm duyệt cũng có thể có hình thức thay đổi nhân sự, bao gồm cải tổ quản lý trong phòng tin tức và ngừng các cột có ảnh hưởng. " 

### Dự án cơ sở hạ tầng tích hợp
Trong những năm gần đây, đã có nhiều dự án / chính sách cơ sở hạ tầng kết nối Hồng Kông với Trung Quốc đại lục. Phe dân chủ nghi ngờ về các dự án như vậy, cho rằng chính phủ đại lục dần dần giành quyền kiểm soát và ảnh hưởng đối với Hồng Kông, vì sự hội nhập này cuối cùng sẽ biến Hồng Kông thành một thành phố đại lục khác và mất đi tính độc đáo đặc biệt. Một vấn đề quan trọng là sự tham vấn tối thiểu hoặc thiếu từ người dân Hồng Kông là những lợi ích đáng ngờ, điều này được coi là "những con voi trắng". Một mối quan tâm khác là tác động môi trường của các dự án như vậy cũng như chi phí cao, cũng như một số dự án vượt quá ngân sách, được chi trả bởi người dân địa phương. Tuy nhiên, phe thân Bắc Kinh lập luận rằng các dự án này là để giúp tái phát triển Hồng Kông, giúp đặc khu này duy trì khả năng cạnh tranh và cung cấp các cơ hội kinh tế mới.
Danh sách các dự án cơ sở hạ tầng tích hợp:
- Vùng Đông Bắc Tân Giới và Quy hoạch khu vực phát triển mới
- Khu vực Vịnh Lớn & Một vành đai, Một con đường
- Cầu Hồng Kông - Chu Hải - Ma Cao
- Đường sắt cao tốc kết nối Quảng Châu–Thâm Quyến–Hồng Kông
- Lok Ma Chau Loop
- Kết nối chứng khoán Thượng Hải-Hồng Kông & Kết nối chứng khoán Thâm Quyến-Hồng Kông
- Ga Lok Ma Chau & Hành lang phía tây Thâm Quyến–Hồng Kông
- Bảo tàng Văn hóa Cung điện Hồng Kông

### Giấy phép một chiều
Kể từ khi chuyển giao, Chương trình cho phép 150 người đại lục một ngày đến Hồng Kông và Ma Cao đoàn tụ với gia đình của họ, được quản lý bởi chính quyền Trung Quốc, với chính quyền Hồng Kông và Ma Cao không nói gì việc ai cũng có thể vào. Hầu hết những người trong hạn ngạch này cuối cùng sẽ đến Hồng Kông. Trong những năm gần đây, hạn ngạch này đã gây ra cuộc tranh luận gay gắt về những mặt tích cực, tiêu cực và tác động của nó đối với xã hội Hồng Kông. Chính phủ Bắc Kinh lập luận rằng kế hoạch này là ngăn chặn nhập cư bất hợp pháp vào Hồng Kông và Ma Cao.
Phe thân Bắc Kinh cho rằng những người nhập cư mới này là để giúp chống lại một dân số già cũng như đưa tài năng mới vào thành phố. Phe dân chủ coi chương trình cấp phép một chiều đóng vai trò là công cụ để Bắc Kinh thay đổi dần sự pha trộn dân số ở Hồng Kông và hội nhập thành phố với Trung Quốc. Đa số người nhập cư từ đại lục có xu hướng bỏ phiếu ủng hộ các chính trị gia thân Bắc Kinh trong cuộc bầu cử cho các hội đồng quận và cơ quan lập pháp. Những người khác chỉ ra rằng, quá nhiều người nhập cư đang lấy đi nguồn lực từ sinh viên tốt nghiệp địa phương vì có nhiều cạnh tranh hơn cho việc làm và nhà ở. Điều này đã dẫn đến lời kêu gọi từ phe dân chủ thay đổi hoặc sửa đổi chương trình cho phép chính phủ Hồng Kông có tiếng nói trong việc lựa chọn người nhập cư đến hoặc phê duyệt cuối cùng, trong khi phe địa phương ủng hộ hủy bỏ chương trình này, nói rằng sự đối xử ưu đãi này gây căng thẳng cho các nguồn lực ở Hồng Kông và lập luận rằng những người nhập cư từ đại lục có thể đến và định cư ở Hồng Kông giống như bất kỳ người nhập cư nào khác từ khắp nơi trên thế giới.

### Cắt giảm tự do học thuật
Vào năm 2015, Hội đồng quản trị của Đại học Hồng Kông đã từ chối ông Julian Chan (trưởng khoa Luật 2004, 2014) đề nghị bổ nhiệm vào vị trí phó hiệu trưởng phụ trách nhân sự và các nguồn lực. Quyết định của hội đồng quản trị, lần đầu tiên một ứng cử viên được lựa chọn bởi ủy ban đã bị từ chối, được xem rộng rãi như là sự trả thù chính trị cho sự liên quan của Chan với các nhân vật ủng hộ dân chủ. Đa số thành viên Hội đồng HKU không phải là sinh viên hay nhân viên của trường đại học, và nhiều người được bổ nhiệm trực tiếp bởi Đặc khu trưởng Hồng Kông Lương Chấn Anh, phần lớn có quan điểm phe Bắc Kinh. Quyết định này đã nhận được sự lên án của quốc tế, và đang được xem là một phần của việc cắt giảm các quyền tự do học thuật được Bắc Kinh hậu thuẫn sẽ làm tổn hại đến danh tiếng học thuật của Hồng Kông.
Kể từ các cuộc biểu tình ở Hồng Kông cuối năm 2014, các giáo sư và giảng viên có quan điểm hay sự đồng tình ủng hộ dân chủ đã trải qua các chiến dịch bôi nhọ truyền thông từ các tờ báo thân cộng, quấy rối từ đám đông của phe Kiến chế, tấn công mạng, hợp đồng không được gia hạn, từ chối công việc hoặc từ chối thăng chức, bị giáng chức hoặc bị chặn khỏi các vị trí quản lý cấp cao bởi các hội đồng đại học, nơi hầu hết các thành viên được bổ nhiệm bởi Đặc khu trưởng, những người trung thành với Bắc Kinh.

### Phá hoại sự độc lập tư pháp
Hiệp hội Luật sư Hồng Kông đã tuyên bố rằng Bắc Kinh đã phá hoại sự độc lập tư pháp và pháp trị của Hồng Kông thông qua Ủy ban Thường vụ Quốc hội Nhân dân Quốc gia (NPCSC) về Luật Cơ bản Hồng Kông. Những diễn giải gây tranh cãi này đã khiến cho ngành pháp lý Hồng Kông tiến hành các cuộc biểu tình im lặng hiếm hoi đối với những diễn giải này và kể từ năm 1997, bốn cuộc đã được tổ chức. Người ta sợ rằng Trung Quốc muốn tư pháp của Hồng Kông trở thành định dạng và đặc điểm giống như ở đại lục.
Cuộc tuần hành đầu tiên diễn ra vào năm 1999, khi NPCSC ban hành phiên dịch đầu tiên về Luật cơ bản liên quan đến vấn đề quyền cư trú của công dân Trung Quốc với cha mẹ Hồng Kông. Lần thứ hai được tổ chức vào năm 2005 sau khi NPCSC giải thích một điều khoản trong Luật Cơ bản Hồng Kông liên quan đến nhiệm kỳ của Trưởng Đặc khu. Lần thứ ba được tổ chức vào tháng 6 năm 2014 về việc Bắc Kinh ban hành sách trắng về chính sách Một quốc gia, hai chế độ, trong đó tuyên bố rằng các thẩm phán ở Hồng Kông nên "yêu nước" và là quản trị viên của những người được cho là hợp tác với Đặc khu trưởng, trong khi nhiều người ở Hồng Kông tin rằng Tư pháp, Hành pháp và Lập pháp là độc lập với nhau. Cuộc tuần hành thứ tư xảy ra vào tháng 11 năm 2016, về tranh cãi tuyên thệ của Hội đồng Lập pháp Hồng Kông, với hơn 3000 luật sư và các nhà hoạt động diễu hành qua Hồng Kông trong im lặng và mặc đồ đen.
Vào cuối tháng 12 năm 2017, để đáp lại thỏa thuận đồng địa điểm ở Tây Cửu Long, Hiệp hội Luật sư Hồng Kông đã đưa ra tuyên bố sau: Sự sắp xếp đồng vị trí hiện tại trái với Luật Cơ bản và nếu được thực thi sẽ làm hỏng đáng kể quy tắc của pháp luật tại Hồng Kông. Các quy tắc của pháp luật sẽ bị đe dọa và làm suy yếu nếu ý nghĩa rõ ràng của Luật Cơ bản có thể bị thay đổi và các quy định của Luật cơ bản có thể được giải thích theo sự nhanh chóng và thuận tiện."

### Sàng lọc chính trị các ứng cử viên
Trong giai đoạn cải cách chính trị 2014–2015, sau nhiều tháng tham vấn cộng đồng, NPCSC đã ban hành quyết định cho phép Hồng Kông có quyền bầu cử phổ thông năm 2017, với lời cảnh báo rằng các ứng cử viên sẽ phải được ủy ban đề cử chấp thuận. Điều này đã châm ngòi cho các cuộc biểu tình ở Hồng Kông năm 2014, với nhiều người biểu tình gọi đó là "dân chủ giả" và sàng lọc chính trị không phải là quyền bầu cử phổ quát thực sự. Các cuộc biểu tình đã không đưa ra bất kỳ sự nhượng bộ nào, nhưng vào tháng 6 năm 2015, các cải cách đã được đa số các nhà lập pháp bỏ phiếu, do đó cho thấy thiếu sự hỗ trợ phổ biến cho các cải cách chính trị.
Cuộc bầu cử Legco 2016, cuộc bầu cử NPC 2017 và cuộc bầu cử Hồng Kông năm 2018 cho thấy các ứng cử viên tiềm năng bị loại bởi các Viên chức trở về của Ủy ban bầu cử, người được trao quyền tiến hành sàng lọc chính trị. Điều này dẫn đến việc loại bỏ sáu ứng cử viên vào năm 2016, 10 vào năm 2017  và ba người nữa vào năm 2018, những người được các Viên chức Trở về tuyên bố đã có "quan điểm chính trị không chính xác". Các cuộc bầu cử này bao gồm một hình thức xác nhận trong đó các ứng cử viên phải chấp nhận Điều 1 của Luật cơ bản và tuyên thệ giữ nguyên Luật Cơ bản. Các sĩ quan trở về tin rằng các ứng cử viên không thành thật trong việc tuân thủ Điều 1 của Luật cơ bản (rằng Hồng Kông là một phần không thể thay đổi của Trung Quốc), do đó họ bị loại. Điều này đã được Hồng Kông Watch giải thích là chỉ ra rằng không có quy trình công bằng, cởi mở, chắc chắn và rõ ràng để điều chỉnh quy trình, vì quyết định cuối cùng dựa trên ý kiến của một công chức, dẫn đến các quyết định độc đoán. Trong cuộc bầu cử tại Hồng Kông năm 2018, Agnes Chow đã bị loại trên cơ sở rằng sự ủng hộ "quyền tự quyết" của Demosisto sau năm 2047 "không thể tuân thủ" Luật cơ bản, mặc dù thành viên của đảng là Nathan Law được phép tham gia và giành được một ghế trong cuộc bầu cử Legco 2016 trên cùng một nền tảng bầu cử.
Vào tháng 5 năm 2018, chính phủ tuyên bố rằng cần phải hỗ trợ cho Luật cơ bản (đặc biệt là Điều 1) cho tất cả các ứng cử viên cho cuộc bầu cử Hội đồng quận sắp tới vào năm 2019.